# Teaser
Teaser – potoczne, wywodzące się z języka angielskiego, określenie zwiastuna np. filmu czy gry komputerowej itp., a nawet mającej nastąpić kampanii reklamowej marki konsumenckiej, które w danej chwili nie są jeszcze dostępne publicznie (często jeszcze trwają nad nimi prace). Teasery zawierają informacje o tym, co będzie zawierał w sobie produkt po jego udostępnieniu.
Jest to często stosowane działanie promocyjne mające na celu budowę świadomości marki, produktu lub usługi, robiąc to zanim będzie on dostępny publicznie.
Istnieją liczne serwisy internetowe, które swoją działalność opierają, przynajmniej częściowo, na wyszukiwaniu i publikowaniu, na łamach własnej strony, teaserów. Serwisy takie ograniczają się zazwyczaj do teaserów jednej branży np. filmy lub gry komputerowe.
Jako teaser określany jest również krótki dokument informacyjny przesyłany potencjalnym inwestorom, którzy mogą być zainteresowani transakcją kupna/sprzedaży firmy. Teaser ma zwykle od 2 do 10 stron i zawiera informacje odnośnie do rynku na którym działa firma, finansów, marketingu, sprzedaży i proponowanej struktury transakcji. Może zawierać nazwę firmy, której dotyczy transakcja. Zwykle po otrzymaniu teasera podpisuje się NDA, aby otrzymać pełne memorandum inwestycyjne.